# Cadegualina
Cadegualina är ett släkte av bin. Cadegualina ingår i familjen korttungebin.
Kladogram enligt Catalogue of Life:
| Cadegualina | \| \| Cadegualina andina \| \| \| \| \| \| Cadegualina sericata \| \| \| \| |
|             | \| \| Cadegualina andina \| \| \| \| \| \| Cadegualina sericata \| \| \| \| |
|             | Cadegualina andina                                                          |
|             |                                                                             |
|             | Cadegualina sericata                                                        |
|             |                                                                             |